# يوم ذي نجب
يوم ذي نجب هي أحد أيام العرب في الجاهلية، وكان لبني حنظلة من تميم على بني عامر بن صعصعة ومملكة كندة في نجد

## المقدمات
وكان من حديث يوم ذي نجب أن بني عامر لما أصابوا من تميم ما أصابوا يوم شعب جبلة رجوا أن يستأصلوهم، فكاتبوا حسان ابن كبشة الكندي، وكان ملكا من ملوك كندة، وهو حسان بن معاوية بن حجر فدعوه فأخبروه أنهم قد قتلوا فرسانهم ورؤساءهم، وقالوا له ايضاً: هَلْ لك فِي إبل عكر ونساء كالبقر؟، فسار معهم، وسار معهم أيضًا مُعَاوِيَة بْن شراحيل بْن أخضر بْن الجون، وكان بنو حجر يُقَالُ لهم بنو كبشة، وهي أم حجر بْن عمرو آكل المرار، فأقبلوا حتى يغزوا بني حنظلة من تميم. 

## المعركة
فلما أتى بني حنظلة خبر مسيرهم قال لهم عمرو بن عمرو: يا بني مالك إنه لا طاقة لكم بهذا الملك وما معه من العدد، فانتقلوا من مكانكم، وكانوا في أعالي الوادي مما يلي مجيء القوم، وكانت بنو يربوع بن حنظلة بن مالك بن زيد مناة بن تميم بأسفله، فتحولت بنو مالك حتى نزلت خلف بني يربوع ، وصارت بنو يربوع تلي الملك.
فلما رأوا ما صنع بنو مالك استعدوا وتقدموا إلى طريق الملك. فلما كان وجه الصبح وصل ابن كبشة فيمن معه وقد استعد القوم فاقتتلوا، فلما رآهم بنو مالك وصبرهم في القتال ساروا إليهم وشهدوا معهم القتال، فاقتتلوا مليا فَضَرب حُشيش بن مران الريّاحي الملك حسان ابن معاوية(ابن كبشة)الكندي على رأسه فقَتَله، وأُسِر عمرو ابن معاوية اخو الملك، وقُتِل عامّة الكنديّين.
وأَسَر ثعلبة بن الحارث اليربوعي يزيد ابن الصّعق وضربه على رأسه فأمَّه، وانهزم طفيل بن مالك على فرسه قُرْزُل، وضَرَب زنباع بن الحارث أحد بنى رياح عبيدة بن مالك بن جعفر على هَامَتِه فمات في يده، وقُتِل خليف بْن عَبْد اللَّه النميري، وقَتَل خالد بن مالك النهشلي الدارمي - رئيس بني عامر - عمرو بن الأحوص، وقد كان قال له بعض أَصْحَابه يومئذ: يا خالد ؛ أقتلْ بأبيك، وفرّ يومئذ عوف بن الأحوص عن أخيه، وانهَزَمت بنو عامر وصنائع ابن كبشة.
وكان يوم ذي نجب بعد يوم ذي جبلة بسنة. وبقي الأحوص بعد ابنه عمرو يسيرا وهلك أسفا عليه.

## في الشعر
قال أوس بن حجر:
وقال جرير:
وقال الأشهب بْن رُميلة:
وقال سحيم بن وثيل الرياحي:
وقال الفرزدق يذكر عمرو بن الأحوص: